# Cdiscount
Cdiscount est une entreprise française de commerce en ligne, fondée en 1998 par les frères Charle.
Initialement spécialisée dans la vente de CD et DVD d'occasion, la société élargit progressivement son offre et revendique aujourd'hui plus de 100 millions de produits référencés proposés à la vente dans les univers de la maison, du high-tech, du loisir, de la mode et de l'alimentation, entre autres.
L'entreprise est présidée par Thomas Métivier et est basée à Bordeaux, en Gironde. En 2000, elle devient filiale du groupe Casino qui en détient aujourd'hui la quasi-totalité du capital via la holding Cnova.
En 2020, le volume d'affaires de Cdiscount s'élève à 4,2 milliards d'euros.

## Histoire
Le site de commerce en ligne Cdiscount.com est créé en décembre 1998 par les frères Hervé, Christophe et Nicolas Charle, comme simple vendeur de CD et DVD d'occasion. Dans les premières années, l'activité de Cdiscount se développe avec les produits techniques[Quoi ?] en 2001, l'électroménager en 2004, le vin en 2007, l'ameublement et la décoration en 2008 ou encore les jeux et produits bébés en 2009.
En 2000, le groupe Casino devient actionnaire de Cdiscount. La participation directe et indirecte de Casino dans le capital passe à 79,6 % en septembre 2008. Cdiscount adopte alors une nouvelle structure avec un conseil d'administration, ce dernier étant composé des fondateurs et des représentants de Casino.
En 2006, Cdiscount ouvre son premier magasin dans les rues de Bordeaux. La boutique propose une sélection des meilleures ventes du site web, au prix du site. En 2011, Cdiscount ouvre une seconde boutique, rue du Bac à Paris. Cependant, ces points de vente ne rencontrent pas le succès escompté et ferment[Quand ?]. À partir de 2010, de simples points de relais se développent dans les magasins du groupe Casino,,.
En janvier 2011, le groupe Casino rachète la participation des frères Charle : le groupe détient alors la quasi-totalité du capital de Cdiscount, à hauteur de 99,6 %.
En septembre 2011, Cdiscount lance « C le marché », une place de marché ouverte à des vendeurs tiers, aujourd'hui appelée « Cdiscount Marketplace ». L'objectif de l'entreprise est d'élargir son offre et de développer des revenus additionnels grâce aux commissions perçues sur les ventes des marchands tiers. L'entreprise réalise, cette année-là, un chiffre d'affaires de plus d'1 milliard d'euros[réf. nécessaire]. Cependant, Cdiscount peine encore à afficher une rentabilité durable.
En janvier 2014, Emmanuel Grenier est nommé président du conseil d'administration de Cdiscount. La même année, le groupe Casino crée Cnova N.V. pour regrouper l'ensemble de ses activités de commerce en ligne et se développe à l'international,,,,,,,. Mais à la suite du ralentissement de ses activités en Amérique latine, portée par une affaire de fraude comptable déterminant une perte globale de 275 millions d'euros en 2015, ainsi qu'à la revente des filiales du groupe Casino en Asie, Cnova se reconcentre exclusivement sur Cdiscount et le marché français.
À partir de 2016, Cdiscount développe son offre de services avec le mobile en 2016, une offre électricité en octobre 2017, le voyage en 2018 et la santé en 2019.
En 2018, Cdiscount construit un nouvel entrepôt de 60 000 m2 à Andrézieux-Bouthéon. Les activités logistiques de Cdiscount se répartissent désormais sur trois pôles : Réau en Île-de-France, Cestas en périphérie de Bordeaux et Andrézieux-Bouthéon à proximité de Saint-Étienne.
La même année, Cdiscount rachète le spécialiste de la vente en ligne de pneus 1001Pneus et Stootie, une plateforme communautaire spécialisée dans les services à la personne.
En janvier 2021, c'est au tour de l'automobile d'occasion d'intégrer la gamme de produits et services proposés par le site via un partenariat avec Arval, une filiale du groupe BNP Paribas spécialisée dans la location de longue durée de véhicules aux entreprises, et qui dispose d'une flotte importante de voitures de seconde main immatriculées depuis moins de 5 ans.
Le 12 janvier 2023, Thomas Métivier est nommé directeur général de Cdiscount. Le 29 mars 2024 il est promu PDG.
Fin juin 2024, Cdiscount change de logo au profit de quelque chose de « plus populaire » et plus humain.

## Identité visuelle

Logo de Cdiscount depuis fin juin 2024

## Controverses et condamnations
- En janvier 2006, Cdiscount est condamné pour publicité mensongère[36] et non respect de la réglementation sur les soldes[37]. La société avait notamment entamé sa campagne promotionnelle quelques jours avant la date de début officiel des soldes.
- Le 11 mars 2008, treize clauses des conditions générales de vente de Cdiscount sont jugées par le Tribunal de Grande Instance de Bordeaux d'abusives et illicites[38],[39].
- En avril 2009, la CNIL inflige une amende à Cdiscount à hauteur de 30 000 euros pour sa « gestion des demandes de droit d'opposition lacunaire voire inexistante »[40].
- Le 19 octobre 2016, la CNIL met en demeure Cdiscount de corriger plusieurs problèmes importants dans la manière de gérer son fichier clients[41].
- En 2019, Cdiscount fait face à une accusation pour avoir hébergé sur sa marketplace des vendeurs de sacs à dos d'origine chinoise de la marque Padded, identifiés comme des contrefaçons de la marque Eastpak. Cependant, le Tribunal judiciaire de Paris écarte la responsabilité de l'entreprise, estimant que Cdiscount avait agi en tant qu'hébergeur et n'avait pas connaissance ni moyen de contrôle des annonces placées sur sa plateforme. Le site a en outre immédiatement retiré les annonces en question dès qu'il a pris connaissance de leur caractère litigieux[42].
- En décembre 2020, des clients de Cdiscount signalent que leurs colis ont été emballés, expédiés et livrés par Amazon malgré leur volonté de ne pas commander chez le géant américain[43],[44].
- En février 2021, un haut responsable de Cdiscount est mis en examen pour tentative de vol de données personnelles. Le vol est découvert quelques jours plus tôt par les services de cybersécurité de l’entreprise[45]
- En mars 2022, la crise énergétique ayant affecté à haut niveau l'économie française, Cdiscount se voit forcé de stopper sa fourniture de contrats gaz. Face à cela, une association des consommateurs réclame réparation pour les 38 000 clients qui seront privés d'énergie dès le 6 avril 2022.